# Пошореу
Пошореу (порт. Poxoréo) — муниципалитет в Бразилии, входит в штат Мату-Гросу. Составная часть мезорегиона Юго-восток штата Мату-Гроссу. Входит в экономико-статистический микрорегион Тезору. Население составляет 17 186 человек на 2006 год. Занимает площадь 6923,227 км². Плотность населения — 2,5 чел./км².

## История
Город основан 26 октября 1938 года.

## Статистика
- Валовой внутренний продукт на 2003 составляет 123 759 040,00 реалов (данные: Бразильский институт географии и статистики).
- Валовой внутренний продукт на душу населения на 2003 составляет 6693,30 реала (данные: Бразильский институт географии и статистики).
- Индекс развития человеческого потенциала на 2000 составляет 0,743 (данные: Программа развития ООН).